# 绿竿花慈竹
绿竿花慈竹（学名：Neosinocalamus affinis），为禾本科下的一个植物品种/栽培型。